# جوش جونسون
جوش جونسون (بالإنجليزية: Josh Johnson)‏ (و. 1984  م) هو لاعب كرة قاعدة، من الولايات المتحدة، ولد في منيابولس، مينيسوتا، يلعب كمرسل مطلق ‏.

## روابط خارجية
- جوش جونسون على موقع دوري كرة القاعدة الرئيسي (الإنجليزية)
- جوش جونسون على موقعبيزبول رفرنس.كوم (الدوري الرئيسي) (الإنجليزية)
- جوش جونسون على موقعبيزبول رفرنس.كوم (الدوري الثانوي) (الإنجليزية)
- جوش جونسون على موقع إي إس بي إن.كوم (أم.أل.بي) (الإنجليزية)
- جوش جونسون على موقع مشجعي الرسوم البيانية (الإنجليزية)